# Varzay
Varzay là một xã trong tỉnh Charente-Maritime trong vùng Nouvelle-Aquitaine, tây nam nước Pháp. Xã Varzay nằm ở khu vực có độ cao từ 23-48 mét trên mực nước biển.